# Micaplatvoetje
Het micaplatvoetje (Platycheirus albimanus) is een vliegensoort uit de familie van de zweefvliegen (Syrphidae). De wetenschappelijke naam van de soort werd gepubliceerd in 1781 door Fabricius.

## Kenmerken
Zeer vergelijkbaar qua uiterlijk met de Zuid-Europese P. muelleri en de Noord-Europese P. nigrofemoratus en P. urakawensis.

## Levenswijze
De larven voeden zich met bladluizen op een breed scala aan planten, struiken en bomen. Volwassen insecten zijn doorgaans tussen april en oktober tijdens de vlucht te vinden aan de randen van bossen of struikgewas, heide of langs heggen waar ze veel verschillende bloemen bezoeken.

## Verspreiding
Het is een holarctische soort en het verspreidingsgebied omvat Groenland, IJsland, Groot-Brittannië, het vasteland van Europa, Rusland, over Siberië tot aan de Pacifische kust, de Filippijnen, Alaska, West-Canada en de Verenigde Staten.